# Glass (rivier)
De Glass is een rivier op het eiland Man. De rivier ontspringt bij Injebreck, 10 kilometer ten noorden van de hoofdstad Douglas. De rivier eindigt in de haven van Douglas en heeft een lengte van ongeveer 8,5 kilometer. De rivier kruist ter hoogte van Douglas met de rivier Dhoo.
De naam Glass komt van het Manx-Gaelisch wat groen betekent.